# 韦罗妮克·布鲁基耶
韦罗妮克·布鲁基耶（法語：Véronique Brouquier，1957年5月28日—），法国女子击剑运动员。她曾代表法国参加1980年和1984年夏季奥林匹克运动会击剑比赛，共获得一枚金牌和一枚铜牌。